# كنغة (سلطانية)
کنغة (بالفارسية: کنگه) هي قرية تقع في إيران في قسم سلطانیة الریفي. يقدر عدد سكانها بـ 48 نسمة بحسب إحصاء 2016.